# Nick Dennis
Nick Dennis (Tessaglia, 26 aprile 1904 – Los Angeles, 14 novembre 1980) è stato un attore greco naturalizzato statunitense.

## Carriera
Nato in Grecia, si trasferì negli Stati Uniti, dove debuttò come attore nel 1947 in Doppia vita, diretto da George Cukor. L'aspetto fisico caratterizzante gli farà ricoprire negli anni ruoli etnici ben definiti, come in Un tram che si chiama desiderio (1951) e L'uomo di Alcatraz (1962).

## Filmografia parziale

### Cinema
- Doppia vita (A Double Life), regia di George Cukor (1947)
- Damasco '25 (Sirocco), regia di Curtis Bernhardt (1951)
- Un tram che si chiama Desiderio (A Streetcar Named Desire), regia di Elia Kazan (1951)
- I dieci della legione (Ten Tall Men), regia di Willis Goldbeck (1951)
- Tutto può accadere (Anything Can Happen), regia di George Seaton (1952)
- L'amante di ferro (The Iron Mistress), regia di Gordon Douglas (1952)
- Otto uomini di ferro (Eight Iron Men), regia di Edward Dmytryk (1952)
- L'uomo nell'ombra (Man in the Dark), regia di Lew Landers (1953)
- Brigata di fuoco (The Glory Brigade), regia di Robert D. Webb (1953)
- La valle dell'Eden (East of Eden), regia di Elia Kazan (1955)
- Top of the World, regia di Lewis R. Foster (1955)
- Un bacio e una pistola (Kiss Me Deadly), regia di Robert Aldrich (1955)
- Il grande coltello (The Big Knife), regia di Robert Aldrich (1955)
- La donna venduta (Hot Blood), regia di Nicholas Ray (1956)
- I bassifondi del porto (Slaughter on Tenth Avenue), regia di Arnold Laven (1957)
- Alaska Passage, regia di Edward Bernds (1959)
- Spartacus, regia di Stanley Kubrick (1960)
- Blues di mezzanotte (Too Late Blues), regia di John Cassavetes (1961)
- L'uomo di Alcatraz (Birdman of Alcatraz), regia di John Frankenheimer (1962)
- I 4 del Texas (4 for Texas), regia di Robert Aldrich (1963)
- Pistole roventi (Gunpoint), regia di Earl Bellamy (1966)
- Quando muore una stella (The Legend of Lylah Clare), regia di Robert Aldrich (1968)
- Il grande giorno di Jim Flagg (The Good Guys and the Bad Guys), regia di Burt Kennedy (1969)

### Televisione
- Lights Out – serie TV, episodio 2x37 (1950)
- Have Gun - Will Travel – serie TV, episodio 1x16 (1957)
- Johnny Staccato – serie TV, episodio 1x11 (1959)
- Ben Casey – serie TV, 43 episodi (1961-1965)
- L'ora di Hitchcock (The Alfred Hitchcock Hour) – serie TV, episodio 1x01 (1962)
- The Danny Thomas Hour – serie TV, episodio 1x22 (1968)
- Colombo (Columbo) – serie TV, episodio 1x07 (1972)
- Kojak – serie TV, 9 episodi (1974-1978)

## Doppiatori italiani
- Bruno Persa in Il grande coltello, La donna venduta, Un tram che si chiama desiderio, I bassifondi del porto
- Luca Ernesto Mellina in Un bacio e una pistola (ridoppiaggio)